# Ječné zrno
Ječné zrno (hordeolum) je infekce v kořeni mazových žláz očních řas. Ječná zrna bývají malá, ale bolestivá, většinou však nezpůsobují trvalé následky. Neléčená infekce trvá 7–10 dní.
Ječné zrno je potřeba odlišovat od vlčího zrna (chalázionu). To je zánět Meibomovy žlázy, často přechází do chronického stadia, kdy vzniká nebolestivá bulka pod kůží víčka. Provádí se exstirpace – odstranění chalazia i s pouzdrem.
Příčina vzniku ječného zrna je zejména nedostatečná hygiena v oblasti oka. Infekce se do oka může dostat ze znečištěných rukou, ale také z manipulace s kontaktními čočkami. Dalším rizikem je i přílišné namáhání očí nebo používání nevhodné kosmetiky.